# Торошинка
Торошинка, в верхнем течении Белянка — река в России, протекает по Псковскому району Псковской области. Длина реки — 30 км, площадь водосборного бассейна — 196 км².
Начинается между деревнями Залединье и Юхново. Течёт на юг, сначала через Красиковщину, Забелье и Подклинье, затем — по заболоченному лесу. Выйдя из болот, меняет своё название и протекает между деревнями Ском-Гора и Голованово, затем мимо садовых участков. Далее пересекает массив деревень Букаши, Ляляховка, Цаплино, Демьяково. Устье реки находится в 16 км по правому берегу реки Псковы.
Ширина реки в низовьях — 11 м, глубина — 0,5 м, скорость течения воды — 0,2 м/с.
Основные притоки — Макушев (лв), Матуриха (пр), Митюнинка (лв).

## Данные водного реестра
По данным государственного водного реестра России относится к Балтийскому бассейновому округу, водохозяйственный участок реки — Великая. Относится к речному бассейну реки Нарва (российская часть бассейна).